# This Is Me... Then
This Is Me... Then är det tredje studioalbumet av den amerikanska sångaren Jennifer Lopez. Den släpptes den 25 november 2002 av Epic Records. Innan utgivningen hade Lopez inlett en uppmärksammad romans med regissören och skådespelaren Ben Affleck vilket orsakade stor uppståndelse i kvällspressen. Relationen med Affleck blev hennes huvudinspiration till skivan som hon dedikerade till honom. Projektet var till en början tänkt att ges ut 2003 men utgivningen flyttades snabbt fram efter att den ökända huvudsingeln "Jenny from the Block" läckte ut på internet.
Till inspelningen av skivan rekryterade Lopez återigen Cory Rooney, Troy Oliver och Dan Shea vilka alla hade jobbat med henne tidigare. Hon beslutade sig för att avveckla sitt danspop-sound och skapa vuxnare musik som bestod av R&B och soul med influenser från 1970-talet, musik som lyssnade på under sin uppväxt. Detta material integrerades med mainstream hiphop och popmusik. Under skapandets inspirerades Lopez av material från artister som Michael Jackson, Luther Vandross och Stevie Wonder. Låttexterna fokuserade i stor utsträckning på kärleken för Affleck men också på medias förföljelser och tidigare relationer.
This Is Me... Then mottog övervägande positiv kritik från recensenter. Lopez' nya musikaliska riktning prisades och många ansåg att skivan innehöll hennes bästa musik. Några kritiserade däremot låttexterna och produktionen för att vara "tråkiga". This Is Me... Then etablerade Lopez som en artist med mera djup vilket gjorde att hon vann respekt hos många recensenter. Albumet kom att bli en kommersiell succé som nådde andraplatsen på amerikanska Billboard 200 och sålde 2,6 miljoner exemplar i USA. Internationellt blev den också en framgång som nådde topp-tio på albumlistor i femton länder. Skivan har sålts i 6 miljoner exemplar internationellt och certifierats antingen guld eller platina i sjutton länder.
Huvudsingeln "Jenny from the Block" gästades av Styles P och Jadakiss från The LOX och blev en global hit som nådde tredjeplatsen i USA. Utgivningen skuggades dessvärre av musikvideons innehåll som visade Lopez och Affleck tillsammans. Singeln kom senare att bli ett smeknamn i media för sångaren och en av hennes signaturhits. Uppföljaren "All I Have" gästades av LL Cool J och blev också en hit som nådde förstaplatsen i USA. Tredje singeln, "I'm Glad", hade måttliga framgångar. Dess musikvideo mottog universella hyllningar men skapade kontrovers då den återskapade scener ur filmen Flashdance (1983) utan tillåtelse. Sony och Lopez stämdes men ansökan avfärdades. This Is Me... Then genererade en ytterligare singel med namnet "Baby I Love U!" men den misslyckades att ta sig in på de flesta topplistor.

## Bakgrund

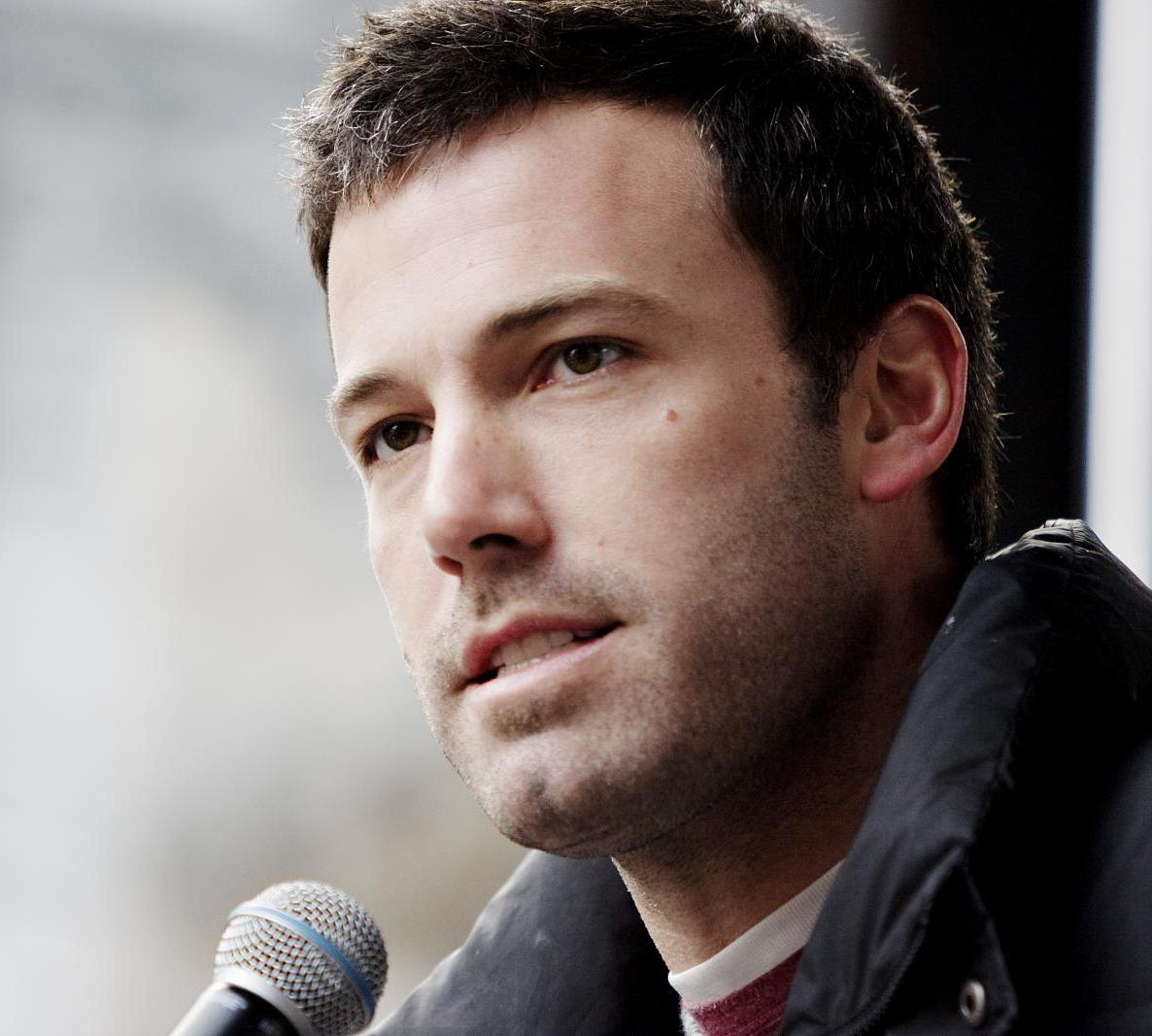
Ben Affleck blev en stor influens till skivans låttexter.

Innan utgivningen av This Is Me... Then upplevde Lopez förhöjda kommersiella framgångar i både sin film och sångkarriär. Efter utgivningen av debutalbumet On the 6 (1999) som genererade hitlåtarna "If You Had My Love" och "Waiting for Tonight" hade Lopez framgångsrikt transformerats från skådespelare till popsångare på bara tolv månader. Hon blev en av få artister att nå denna bedrift. Hon hade ännu större framgångar med uppföljaren J.Lo som tillät henne att också transformeras till en sexsymbol samtidigt som hon utvecklade sitt artisteri. I februari 2002 släppte hon remixalbumet J to tha L-O! The Remixes vilket togs med i Guinness rekordbok som det första remixalbumet att debutera på förstaplatsen i USA. Med så stora framgångar blev Lopez' privatliv ofta huvuddiskussioner i media, särskilt hennes romanser med Sean Combs och Marc Anthony.
I juni 2002 ansökte Lopez om skilsmässa från dansaren Cris Judd och påbörjade därefter en relation med Academy Award-vinnaren Ben Affleck, "Hollywoods guldgosse". I november samma år friade Affleck vilket ökade media skriverierna dramatiskt. Paret fick namnet "Bennifer" och de blev ett framträdande superpar. Bennifer blev en populär term som togs med i Urban Dictionary. Blandningen av namnen skapade en trend och flera andra par i Hollywood fick motsvarande termer.
Om publiciteten sa Lopez till MTV News: "Vi försöker [att hålla saker privata]. Ibland önskar man att man kunde gå på bio och komma ut igen utan att det blir folksamlingar utanför. Vi vill tillbringa söndagseftermiddagarna utan att jobba men samtidigt älskar vi båda vad vi gör. Om det är något som kommer på köpet, då är det ok. Vi känner kärleken och vi är väldigt glada över den." När Lopez bad diskutera skadan som uppmärksamheten kunde orsaka sa hon: "Jag tror det, [att media kan orsaka skada], om det inte är äkta. Jag har varit i relationer som varit ganska instabila som media ofta spolierade." Överexponeringen orsakad av media och allmänhetens intresse orsakade slutligen mindre uppskattning för deras arbeten och hade en negativ effekt på deras respektive karriärer.

## Produktion och inspelning
"Jag har märkt att varje album jag gör är en reflektion av vad som händer i mitt liv vid den tidpunkten."
Affleck, som Lopez refererade till som sin "Baby" ("älskling"), beskrevs som hennes största musa under skapandet av albumet vars textinnehåll dominerades av insinuationer till deras romans. "Jag skrev många låtar inspirerad, på ett sätt, av vad jag gick igenom under tiden som skivan skapades, och han var definitivt en stor del av det." Enligt en talesperson vid Epic Records hade "Bronx-hjärtekrossaren hand om en större del av skrivandet än någonsin tidigare." Med Lopez' "personliga dagboksanteckningar" refererar albumtiteln till var hon var i sitt liv under inspelningen. Hon förklarade: "Vem du är vid den tidpunkten, vad för typ av musik du gillar, vilka beats du gillar, vilket sinnestillstånd du är i, vad du är attraherad av ... allt det berättar var du är i ditt liv då ... Tjugo år från nu, om jag ger den här skivan till ett av mina barn, så kommer jag typ att säga; 'Det här var jag då, vid det ögonblicket'." I albumhäftet dedicerar Lopez This Is Me... Then till Affleck med hälsningen: "Du är mitt liv ... min enda inspiration till varje låttext, var enda liten känsla på den här skivan."

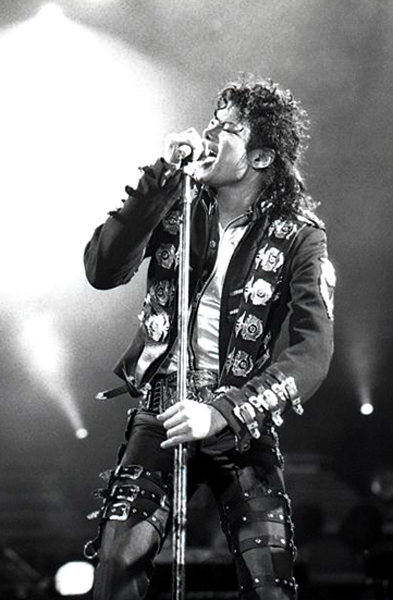
Lopez lyssnade på Michael Jacksons Off the Wall (1979) vilket influerade skivan.

Lopez skrev mycket av skivans låttexter och förvarade dem i en liten röd läderbok. Hon kallade den för "magiboken" och antecknade i den när hon fick idéer eller tankar. Skivans omslag och häfte inspirerades av denna bok och skulle "förstärka känslan av att vara nära Lopez och se hennes själ". Om detta sa hon: "Jag ville att bilderna skulle se gamla ut, som om det var en scrapbook. Informationen i den är skrivet hur galet som helst, upp och ner, på sidan, precis som det är i min bok." Majoriteten av This Is Me... Then spelades in på två veckor. Under inspelningen lyssnade Lopez på en stor blandning av Blues & Soul, vilket var en av hennes favorit genrer under uppväxten. Låtar från artister som Stevie Wonder, Luther Vandross och Michael Jackson hade stor inverkan på henne och inspirerades skivans sound. Enligt Lopez ville hon att hennes egna låtar skulle "locka fram" känslor som hos dessa artister, vilka fick hennes hjärta att "sjunga". Vandross och Wonders låtar "stannar kvar hos dig" ansåg Lopez som ville göra något som reflekterade hennes uppväxt och kärleksliv.
"Det här är utan tvekan det bästa albumet jag någonsin arbetat på eller gjort. I början av inspelningsprocessen sa hon att det var viktigt att hon gör låtar som är ännu bättre än det tidigare materialet. Hon ville visa att hon vuxit musikaliskt men också fått bättre sångröst."
Lopez var "förälskad" i de "trallvänliga" melodierna på Michael Jacksons album Off the Wall (1979), vilket gjorde att hon anlitade den skivans ljudtekniker, Bruce Swedien, för att jobba på This Is Me... Then. Lopez tyckte att Jacksons "klara och luftiga" låtar fick henne att känna på ett "visst vis". Hon förklarade: "Dom har en sån fantastisk kvalitet. Nästan alltid när jag lyssnade på en låt och jag gillade den så var det Bruce Swedien. som mixat. Det var typ: 'Vem är den här killen? Jag vill ha honom på mitt projekt.' Så jag lyckades att komma i kontakt med honom och han sa: 'Jag vill göra något tillsammans med henne. Jag vet precis vad hon behöver. Jag kommer'." Lopez avslutade: "Hans arbete gjorde en enorm skillnad."
Albumets korta inspelningstid gjorde Lopez otroligt upptagen då hon samtidigt arbetade på sin skådespelarkarriär. Hon kunde lägga över mycket av ansvaret på vännen och samarbetspartnern Cory Rooney som jobbade med låttexterna och produktionen. Rooney, som utöver Lopez, också nått framgångar tillsammans med Destiny's Child, Ricky Martin och Mariah Carey, beskrevs av Lopez som "så talangfull", hon elaborerade: "Han är verkligen, verkligen, hängiven musiken för att han älskar musiken." Andra producenter som jobbade mycket med Lopez var Troy Oliver, Loren Hill och Dan Shea. Senaste gången hon jobbade med Oliver och Shea var på föregångaren J.Lo (2001).

## Musikaliskt innehåll
Tidskriften The Age beskrev This Is Me... Then som en "kärleksdeklaration" till Affleck. Steve Morse vid Boston Globe skrev: "kärleksaffären har hettat upp Hollywood och nu kan poplyssnare känna deras vibbar. Det här är ett hett album, med Lopez som sjunger till älskare överralt med soulfylld passion som pulserar med libido." Entertainment Weekly ansåg att J.Lo hade ett "Missy Elliott sound" medan den nya skivan hade ett "Minnie Riperton sound". Huvudtemat i This Is Me... Then är kärlek. Flera låtar samplar soulmusik från 1970-talet. "The One" baserar på Stylistics' "You Are Everything" medan "All I Have" samplar Debra Laws "Very Special".
De flesta låtarna på skivan skrevs av Lopez själv. Den börjar med "Still", ett spår som baseras på en sampling med Teddy Pendergrass' "Set Me Free" och handlar om en tidigare älskare. Den misstänktes vara ett "öppet brev" till tidigare pojkvännen Sean Combs med textverser som: "Do you ever wish we never split?/ 'Cause I've still got love for you." I "I'm Glad" hittar Lopez sin äkta kärlek vilket redogörs i verserna "I think I'm in love/ Damn, finally!" Andra spåret på skivan är "Loving You" som samplar Mtumes "Juicy Fruit" samt George Bensons "Never Give Up on a Good Thing".

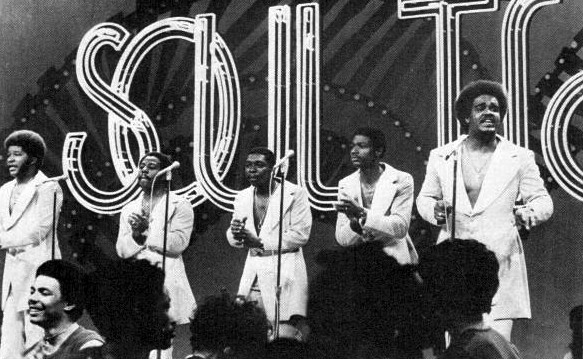
"You Are Everything" (1971) av The Stylistics är en av många låtar som samplas på skivan.

Skivans huvudsingel, "Jenny from the Block", handlar om Lopez och att hon fortfarande är ödmjuk trots berömmelse och rikedom. Den samplar Beatnuts' "Watch Out Now", Herbie Manns "Hijack" och KRS-Ones "South Bronx". Artister som Faith Hill skulle senare vidröra samma tema om att vara sann sina rötter i countrylåten "Mississippi Girl" vilka många jämförde med "Jenny from the Block". I "Jenny from the Block" betonar Lopez att trots sina diamanter är hon fortfarande samma tjej som växte upp i ett fattigt kvarter i Bronx. Refrängen med verserna "Don't be fooled by the rocks that I got/ I'm still, I'm still Jenny from the block/ Used to have a little, now I have a lot/ No matter where I go, I know where I came from" gjorde stycket till en av Lopez' signaturlåtar.
Att Lopez dedicerat huvuddelen av innehållet på This Is Me... Then till Affleck kunde höras i låtar som "Dear Ben" och "Baby I Love U!" vilka beskriver deras relation i detalj. I "Dear Ben" sjunger Lopez om sin oförmåga att kontrollera sig själv när det kommer till att älska "Ben". Låten innehåller verser som "You will always be ... To me, my lust, my love, my man, my child, my friend and my king" och "I think God made you for me". Stycket befäste deras relation i media. I "Baby I Love U!" sjunger Lopez om att hon är en "hopplös romantiker" med verser som "What I wanna know is/ Are you willing to try?/ Can you love me for a lifetime/ In just one night?" Låten samplar filmmusik från Midnight Cowboy.  The Guardian kommenterade att skivans material med Lopez' kärlekssjungande var på "gränsen till irriterande".

## Låtlista
| Nr           | Titel                                                | Kompositör | Producent(er)                     | Längd |
| ------------ | ---------------------------------------------------- | --- | --------------------------------- | ----- |
| 1.           | Still                                                | Jennifer Lopez, Rich Shelton, Kevin Veney, Loren Hill, Leonard Huggins, LeRoy Bell, Casey James                                                                         | Shelton, Veney, Hill, Cory Rooney | 3:40  |
| 2.           | Loving You                                           | Troy Oliver, Rooney, James Mtume, Michael Garvin, Tom C. Shapiro | T. Oliver, Rooney                 | 3:45  |
| 3.           | I'm Glad                                             | Lopez, T. Oliver, Rooney, Mr. Deyo, Jesse Weaver Jr. | T. Oliver, Rooney                 | 3:42  |
| 4.           | The One                                              | Lopez, Rooney, Davy Deluge, Linda Creed, Thom Bell | Rooney, Deluge, Dan Shea          | 3:36  |
| 5.           | Dear Ben                                             | Lopez, Rooney, Bernard Edwards Jr. | Focus..., Rooney                  | 3:14  |
| 6.           | All I Have (featuring LL Cool J)                     | Lopez, Makeba Riddick, Curtis Richardson, Ron G, Lisa Peters, William Jeffrey                                                                                           | Rooney, Ron G, Dave McPherson     | 4:14  |
| 7.           | Jenny from the Block (featuring Styles och Jadakiss) | Lopez, T. Oliver, Mr. Deyo, Samuel Barnes, Jean Claude Olivier, Jose Fernando Arbex Miro, Lawrence Parker, Scott Sterling, Michael Oliver, David Styles, Jason Phillips | T. Oliver, Rooney, Poke and Tone  | 3:08  |
| 8.           | Again                                                | Lopez, Rooney, T. Oliver, Reggie Hamlet | T. Oliver, Hamlet, Rooney         | 5:47  |
| 9.           | You Belong to Me                                     | Carly Simon, Michael McDonald | Rooney, Shea                      | 3:30  |
| 10.          | I've Been Thinkin'                                   | Lopez, Rooney, Shea | Rooney, Shea                      | 4:41  |
| 11.          | Baby I Love U!                                       | Lopez, Rooney, Shea, John Barry | Rooney, Shea                      | 4:43  |
| 12.          | The One (Version 2) (bonusspår)                      | Lopez, Rooney, Creed, Deluge, Bell | Rooney, Deluge, Shea              | 3:31  |
| Total längd: | Total längd:                                         | Total längd: | Total längd:                      | 47:31 |